# 乡间圣母圣殿 (皮亚琴察)

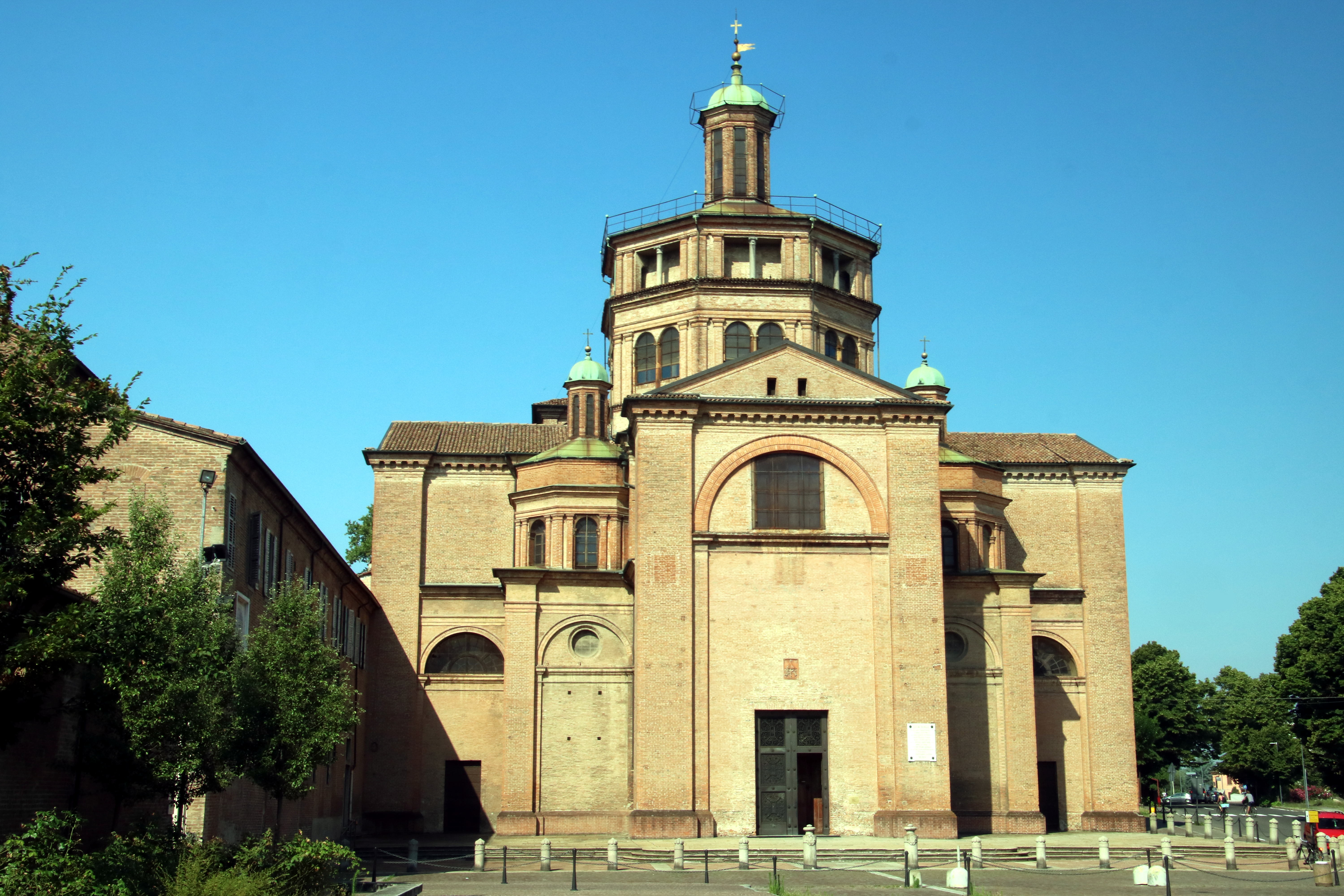
2019年的乡间圣母圣殿

乡间圣母圣殿（Basilica di Santa Maria di Campagna）是一个罗马天主教宗座圣殿，位于意大利皮亚琴察省皮亚琴察。它拥有希腊十字平面，有一个16世纪文艺复兴风格的八角形穹顶。

## 历史
它建于1522年至1528年，由当地的行会捐助。堂内有14世纪的圣母子木雕像。传统认为教宗乌尔班二世于1095年在此宣布第一次十字军。
在该堂内部进行创作的艺术家有乔瓦尼·安东尼奥·萨基等人。其中的杰作包括波代诺内和贝纳迪诺加蒂的壁画。大理石地面是由米兰艺术家詹巴蒂斯塔·卡拉完成（1595）。法尔内塞雕像由巴洛克雕塑家Francesco Mochi雕刻于1616年。